# Spilosoma apuncta
Spilosoma apuncta är en fjärilsart som beskrevs av Rothschild 1914. Spilosoma apuncta ingår i släktet Spilosoma och familjen björnspinnare. Inga underarter finns listade i Catalogue of Life.